# Les Cavaliers (roman)
Pour les articles homonymes, voir Les Cavaliers.
Les Cavaliers est un roman d'aventures de Joseph Kessel, publié en 1967.
Consacré à l'Afghanistan et au jeu du bouzkachi, ce roman est le fruit d'un long travail de Kessel sur ces thèmes, à travers le scénario de La Passe du Diable ou encore le récit Le Jeu du roi. Généralement considéré comme le chef-d'œuvre romanesque de l'écrivain, Les Cavaliers impose une galerie de personnages forts, dans un contexte qui tient de l'épopée, à travers une folle traversée de l'Afghanistan. On retient également la place particulière accordée aux chevaux, en particulier à Jehol, le Cheval fou, conçu comme un personnage du roman à part entière.

## Résumé

### Prologue: L'Aïeul de tout le monde
En l'accompagnant sur la passe de Chibar, au cœur de l'Hindou Kouch, le lecteur fait connaissance avec Guardi Guedj, vieux conteur ambulant connu dans tout l'Afghanistan, qui annonce la prochaine tenue du premier bouzkachi organisé par le roi Zaher Chah à Kaboul.

### Première partie: Le Bouzkachi du roi
Dans la province de Maïmana, près de Daoulat Abbas, le célèbre Toursène, vieux cavalier tchopendoz victorieux de nombreux bouzkachis, fournit au maître de la province Osman Bay les chevaux qui porteront les cavaliers locaux au jeu de Kaboul. Exigeant envers lui-même et les siens, cruel même au point de défigurer son batcha Rahim à coups de cravache, Toursène réserve néanmoins pour son fils Ouroz son meilleur cheval : Jehol, « le Cheval Fou », qu'il lui promet en cadeau s'il remporte le bouzkachi du roi. Toursène décide cependant de ne pas se rendre à Kaboul, et laisse son saïs Mokkhi accompagner Ouroz.
À Kaboul, sur le terrain de Bagrami, les trois provinces du nord s'affrontent. Face à Mazar-Y-Cherif et Kataghan, Ouroz, dans les rangs de Maïmana, porté par Jehol, parvient à se saisir de la carcasse de bouc et à l'amener dans le cercle de justice. Mais au moment de l'y abattre et de pousser le cri de la victoire, Maksoud le Terrible, de Mazar-Y-Cherif, se saisit de la peau et accompagne le geste. Le roi décide le partage et de faire rejouer le bouzkachi. Lors du second jeu, Ouroz se brise la jambe et tombe au sol. Soleh, autre cavalier de Maïmana, bondit sur Jehol et remporte le jeu.
Le soir-même, Ouroz s'échappe de l'hôpital sur le dos de Jehol, en compagnie de Mokkhi. Révolté contre le traitement inconnu des médecins, Ouroz brise le « petit cercueil » de plâtre qui enserre sa jambe et, tenaillé par la douleur, fuit Kaboul.

### Deuxième partie: La Tentation
Ouroz et Mokkhi entament un long voyage vers Maïmana. Sans doute poursuivis, ils ne sont pas rattrapés et s'éloignent de Kaboul. Le premier soir, dans une tchaïkhana, ils entendent un marchand de Kandahar réciter les exploits d'un grand tchopendoz : Toursène, le père dur, admiré et détesté d'Ouroz. Le cavalier décide alors de repartir, malgré la fatigue, malgré la souffrance, avec une seule idée en tête : ne pas être rattrapé par la police, ni par le récit du bouzkachi royal. Ne pas avoir à souffrir le déshonneur. Peut-être même ne pas survivre au voyage pour ne pas souffrir le regard de Toursène.
Ouroz poursuit donc sa route d'autodestruction, abruti par la fièvre, ne survivant que grâce aux soins de Mokkhi qui craint de plus en plus la mort de son maître. Mais Ouroz ne veut pas de cette aide, et trouve le meilleur moyen de lutter contre la loyauté et la pureté de Mokkhi : à un vieux scribe, il fait rédiger un testament. À la mort d'Ouroz, Mokkhi héritera de Jehol, le meilleur étalon qu'il ait été donné de voir à tous ceux qui l'ont croisé.
Pendant ce temps, Toursène attend le résultat du bouzkachi, en compagnie de Guardi Guedj. Il revoit aussi la mère d'Ouroz, mourante, pour la première fois depuis qu'il l'a répudiée. Enfin, un messager apporte la nouvelle de la défaite d'Ouroz, et de la victoire de Soleh grâce à Jehol. La honte et la fureur l'envahissent, et Toursène monte un étalon de ses écuries, le plus rétif, qu'il emmène dans la steppe et qu'il épuise jusqu'à la mort. De retour au village, Toursène apprend la fuite d'Ouroz. Inquiet, abandonné par Guardi Guedj qui le laisse seul face à lui-même, Toursène prend conscience de sa cruauté envers les siens, et de son amour pour son fils.

### Troisième partie: Le Pari
Ouroz (dont la blessure s'infecte de plus en plus) et Mokkhi poursuivent leur chemin avec des rapports de plus en plus méfiants et conflictuels et parviennent au pied de l'Hindou Kouch. La nuit, alors qu'ils campent à flanc de montagne, ils rencontrent une djat, vieille femme errante accompagnée d'un singe, méprisée pour son sang, mais dont le chant fascine les deux hommes. Le jour suivant, ils poursuivent leur route, et Ouroz agonisant reste pourtant en selle et gravit les pentes. Ils rencontrent un campement de « petits nomades », le peuple le plus méprisé de la région, et y font la connaissance de Zéré, qui soigne Ouroz avec des herbes mystérieuses et couche avec Mokkhi. Le lendemain, Zéré les suit. Ouroz la méprise mais l'accepte, voyant l'amour que porte Mokkhi à la jeune nomade, et devinant derrière une apparente humilité l'avidité et la détermination de Zéré.
De fait, tandis qu'Ouroz fait route vers Bamyian, suivant le chemin au mépris de tous les obstacles, et sans jamais détourner les pas de Jehol, obligeant les plus denses caravanes à lui céder le passage, dans son dos, Zéré persuade lentement Mokkhi de forcer le destin, d'abandonner Ouroz et de le laisser pour mort, afin de prendre le cheval et leur liberté. Mais Ouroz est vigilant et parvient sauf à Bamyian. Il assiste aux combats de béliers qui se déroulent au cœur du marché, en compagnie d'Amgiad Khan, riche éleveur, et de Zaman Hadj, parieur inquiétant qui suit les augures d'un vieil amateur de haschich et de son corbeau apprivoisé. Là, plus que jamais, Ouroz joue avec le destin. Il perd tout son argent en pariant sur le bélier nommé Foudre, vaincu par Fléau. Mais, décidé à aller jusqu'au bout, il parie son cheval sur le combat suivant, misant Jehol sur un vieux bouc maigre auquel il manque une corne, entraîné par un inconnu : Haïatal. Il est d'ailleurs le seul à parier sur l'unicorne et tout le monde, à commencer par Mokkhi, commente la folie d'Ouroz. Pourtant, le petit bélier, dont la corne brisée est effilée comme un poignard, achève rapidement le puissant Fléau. Ouroz repart avec Jehol, et cent mille afghanis. Sa chance insolente, et le pari insouciant sur Jehol, a néanmoins attisé la haine de Zéré et Mokkhi, qui prévoient maintenant de tuer Ouroz.

### Quatrième partie: La Dernière Carte
Le trio repart après avoir acheté un âne et du matériel. L'avidité de Zéré est décuplée par les liasses d'afghanis qu'Ouroz porte dans sa chemise. Pourtant, Zéré, pour gagner le droit de suivre Mokkhi, et pour attendre la bonne occasion d'éliminer Ouroz, doit continuer de soigner celui-ci. Sur le chemin, ayant quitté Bamyian, les trois voyageurs croisent de nouveau Haïatal dans un cortège de mariage, qui a pour Ouroz et sa jambe rompue une annonce prophétique : « Tu es pareil à mon bélier. D'un défaut tu feras excellence ». De nouveau seuls dans les montagnes, la lutte entre Zéré et Ouroz reprend : la tentative de la petite nomade pour empoisonner le cavalier échoue grâce à sa vigilance. Puis, Ouroz échappe à l'attaque de chiens attirés par l'odeur de charogne de sa jambe, et il poursuit sa route sur la montagne, porté par Jehol, sans que celui-ci ne le laisse tomber à terre, tandis que Zéré et Mokkhi guettent au contraire le moindre faux pas pour attaquer. Ouroz parvient le premier aux hauts plateaux et rencontre Guardi Guedj au milieu d'un cimetière où Mokkhi et Zéré les rejoignent. Le vieillard, qui sentant la mort venir effectue son dernier voyage vers sa terre natale, offre à Ouroz de l'opium pour soulager ses souffrances. Au matin, Zéré envoie les molosses de la veille attaquer Ouroz, qui se défend de sa cravache, au bout de laquelle il a suspendu une pierre acérée, et les tue. Il repart vivant, après avoir dit adieu à Guardi Guedj.
La route se poursuit jusqu'aux lacs du Band-Y-Amir. Accroché à Jehol, étourdi par l'opium et par la fièvre, Ouroz lutte contre la chute, qui signifierait une mort inévitable. Le soir, Ouroz est accueilli et soigné par Koutabaï, gardien d'une mosquée désaffectée. Mokkhi et Zéré le rejoignent et le trouvent vivant. Il n'y a plus qu'un jour de voyage avant de rejoindre la steppe et ils n'ont plus le choix pour parvenir à leurs fins. L'oppression du défilé qui termine l'Hindou Kouch exacerbe la cruauté d'Ouroz (qui déchire le front de Mokkhi d'un coup de sa cravache à pointe), et la volonté de Zéré qui tente de renverser Ouroz en faisant charger le mulet, en vain. Pour les tenir en respect, Ouroz saisit les afghanis et lève le bras, lâchant quelques billets dans le vent, signifiant que tout sera perdu à la moindre tentative contre lui. Enfin, l’équipage parvient à la steppe : Ouroz vivant, Zéré et Mokkhi sans le cheval ni l'argent. Le soir, des bergers sauvent finalement Ouroz d'une mort certaine en amputant sa jambe pourrie. Après deux jours de repos, il surprend Zéré et Mokkhi tentant de le tuer dans le campement des bergers et les ligote pour le restant du voyage. Avant de repartir, Ouroz brûle le restant de l'argent sous les yeux de la nomade.

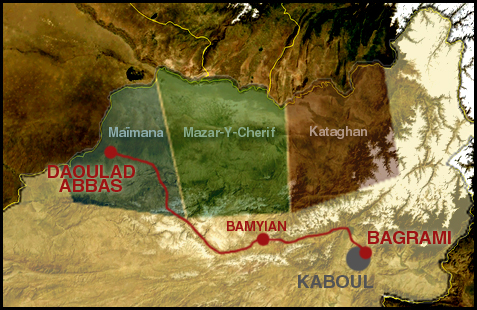
Le voyage d'Ouroz

### Cinquième partie: Le Cercle de justice
Ouroz rentre méconnaissable. Le père finit par reconnaître son fils et, après quelques heures de repos, le juge comme un père, avec admiration pour son exploit (« Aucune victoire dans aucun bouzkachi n'égale ton retour »), mais aussi avec lucidité face aux accusations d'Ouroz contre Mokkhi : « Il n'a fait que jouer, tricher, avec sa vie, son âme, le destin. Il a choisi une route insensée... il a tenté, perverti le cœur le plus simple... et comme complice... a pris une putain... il a donné sa jambe... [...] Vaniteux et félon, il ne cherchait qu'à faire oublier sa défaite ». Toursène décide de laisser à son fils le verdict du jugement : Ouroz acquitte Mokkhi, lui offre Jehol, et bannit Zéré. Celle-ci salue Ouroz avant son départ, et le cavalier la viole sous la yourte. Zéré part, refusant de Mokkhi qu'il la suive.
Tandis que des chants à la gloire d'Ouroz se répandent dans les voix du peuple, Ouroz, à qui Toursène a offert les béquilles qu'il avait gardées de vieilles blessures, s'entraîne à monter Jehol des heures durant dans la steppe, et à surmonter son handicap. Mokkhi vient le voir et lui vend Jehol, pour l'argent, pour prendre femme et fonder un foyer. Lors du banquet solennel donné par Osman Bay en l'honneur de Soleh, Ouroz vole la vedette en apparaissant sur son cheval et en effectuant les figures les plus complexes du tchopendoz, salué par les chants d'Haïatal venu pour l'occasion.
Le roman s'achève le lendemain matin. Toursène salue Ouroz qui part pour la saison du bouzkachi, rassuré sur son destin de père et l'immortalité de sa gloire.

## Commentaires

### Le contexte: Kessel en Afghanistan
Kessel a éprouvé un véritable coup de cœur pour l'Afghanistan où il a effectué de nombreux voyages, notamment à l'occasion du tournage du film La passe du diable.

### Le décor: le pays du bouzkachi
Le bouzhachi est un jeu équestre très populaire faisant partie des traditions du pays.

### Petit lexique desCavaliers
Il contient notamment le vocabulaire du bouzhachi ainsi que le vocabulaire afghan détaillés ci-dessous.

#### Vocabulaire du bouzkachi
- Batcha : enfant-serviteur
- Tchopendoz : le cavalier du bouzkachi
- Saïs : palefrenier
- Hallal : traduit par l'expression Cercle de Justice - cri poussé par le vainqueur du bouzkachi
- Bouzkachi : jeu traditionnel afghan

#### Vocabulaire afghan
- Tchapane : grand manteau traditionnel ouzbek et turkmène
- Tchaïkhana : maison (salon) de thé
- Tchador : vêtement porté par la femme afin de cacher son corps aux hommes
- Pouchtine : couverture
- Koula : tuque, chapeau
- Tcharpaï : une espèce de lit en bois
- Palao : plat à base de riz et de mouton
- Djat : surnom donné aux tziganes en Afghanistan

### Les personnages

#### Guardi Guedj
L'aïeul de tout le monde

#### Toursène
Le plus grand, le plus héroïque des Tchopendoz. Aujourd'hui trop vieux pour courir le bouzkachi du roi. Propriétaire de Jehol.

#### Ouroz
Le fils de Toursene. Lui aussi Tchopendoz. Il court le Bouzkachi du roi sur Jehol.

#### Mokkhi
Le saïs (palefrenier) de Jehol.

#### Zéré
Zéré est une petite nomade rencontrée par Mokkhi et son maître pendant leur traversée de la montagne. Elle joue un rôle prépondérant dans la 3e partie car elle pousse Mokkhi à tuer Ouroz, qui a gagné une grande somme d'argent dans un pari.

#### Jehol
C’est le cheval d’Ouroz, mais il est néanmoins un personnage à part entière du roman même s’il reste un animal aux yeux de tous. Surnommé « le cheval fou », il est doué d’une force sans pareille et témoigne aussi à plusieurs moments d’une intelligence et d’une sensibilité presque humaines.

#### Autres
- Rahim : jeune batcha de Toursène.
- Osman Bay : propriétaire de l'écurie où sont entraînés les chevaux (dont Jehol) pour le Bouzkachi.
- Maksoud : grand tchopendoz rival d'Ouroz et de Toursène.
- Zaher Chah : roi d'Afghanistan.
- Soleh : tchopendoz de la maison d'Osman Bay.
- Radda :
- Amgiad Khan : riche notable de Bâmiyan, propriétaire de béliers qu'il vend pour des combats. Il se montre amical envers Ouroz.
- Zaman Hadj : saint homme (hadji) rencontré avec Amgiad Khan. Il est obsédé par l'argent.
- Haïatal : homme de l'Est, dresseur de bélier et musicien, fier et rusé. Il devient l'ami d'Ouroz.
- Les Pachtous ou « grands nomades » : puissante tribu de l'Est, croisée en transhumance sur la route de Bâmiyan.

## Postérité

### Les Cavalierset le cinéma
- La Passe du Diable, Pierre Schoendoerffer, 1956.
- Les Cavaliers par John Frankenheimer avec Omar Sharif et Jack Palance en 1971.

### Les Cavalierset le théâtre
Le roman a été adapté au théâtre par Eric Bouvron. La pièce, présentée en 2016 au Théâtre La Bruyère, a remporté le Molière du théâtre privé.

### Livre audio en français
- Joseph Kessel, Les Cavaliers, Paris, Éditions Gallimard, coll. « Écoutez lire », 28 avril 2022 (EAN 978-2-07-298317-7, BNF 47201436)Texte intégral ; interprète : Pierre-François Garel ; support : 2 CD MP3 ; durée : 19 h 10 min.